# Marc Clotet
Marc Clotet Fresquet (Barcelona, 29 de abril de 1980) es un actor español conocido principalmente por sus participaciones en series de televisión y películas como Física o Química y La voz dormida.

## Biografía
Tras estudiar ADE en ESADE, Clotet empezó su carrera como actor con participaciones capitulares en series de ámbito autonómico como Estació d'enllaç y Tocats de l'ala, ambas producciones de TV3. En 2007 se incorporó al reparto de la longeva serie de ficción de la televisión autonómica catalana El cor de la ciutat, donde interpretó a Iago en la octava y novena temporada.
En 2008 se incorporó al reparto de la duodécima temporada de la serie de Antena 3 El comisario dando vida a Pau Montaner, un agente de Barcelona que llega a la comisaría en un momento delicado.
En 2009 consiguió el papel que más fama le ha reportado hasta el momento. Interpretó al profesor de educación física Vicente Vaquero en la serie juvenil Física o Química emitida en Antena 3 desde la cuarta hasta la séptima temporada.
En 2011 protagonizó la película La voz dormida junto a María León e Inma Cuesta, una adaptación de la novela homónima de la escritora Dulce Chacón dirigida por Benito Zambrano. En ella dio vida a Paulino, un papel que le permitió estar nominado en 2012 como mejor actor revelación en los Premios Goya.
En 2012 encabezó el elenco de la miniserie Gernika bajo las bombas, un drama histórico que narra distintas historias entrelazadas que suceden en el marco del brutal bombardeo sobre la ciudad vasca de Guernica el 26 de abril de 1937 por parte de la Legión Cóndor perteneciente al ejército de la Alemania nazi.
El año 2013 estuvo cargado de proyectos para él. Estrenó la película La estrella, junto a Carmen Machi e Íngrid Rubio. Además, se incorporó al reparto de la telenovela de sobremesa Amar es para siempre, donde interpretó a Mauro Jiménez durante la primera temporada de la serie de Antena 3.
Ha participado en diversos biopics como la película para televisión L'últim ball de Carmen Amaya de TV3, junto a Nora Navas; y la película La luz con el tiempo dentro, donde se narra la vida del escritor Juan Ramón Jiménez.
En 2016 se une al reparto de la nueva ficción de época de televisión española El caso. Crónica de sucesos, donde interpreta a Gerardo junto a Verónica Sánchez, Antonio Garrido y Fernando Guillén-Cuervo. Pese a las buenas críticas recibidas, RTVE emitió un comunicado de prensa anunciando que no renovaría la serie por una segunda temporada.
En 2019 se incorporó al reparto de la segunda temporada de la telenovela Por amar sin ley de la cadena Televisa. Además, estrenó la serie de TV3 Les de l'hoquei, con un personaje de reparto. Los derechos de la serie fueron comprados por Netflix, por lo que se puede ver por dicha plataforma a nivel mundial.

## Vida personal
Marc Clotet es hermano de la también actriz Aina Clotet e hijo del doctor Bonaventura Clotet, referencia en el campo de la investigación sobre el VIH/sida. Por eso, junto a su hermana y otros rostros conocidos ha participado en multitud de actos de recaudación de fondos para la cura de esta enfermedad.
Se casó con la actriz cubana Ana de Armas en verano de 2011, en una ceremonia íntima en la Costa Brava. La suya fue una relación llena de altibajos con constantes rumores de crisis acentuados por las escasas ocasiones en las que ambos acudían juntos a eventos públicos. Al final los rumores de separación entre el matrimonio se confirmaban durante la gala de los premios Goya. Ana y Marc se divorciaron en el año 2013.
En 2014 comenzó una relación con la también actriz Natalia Sánchez. En agosto de 2018 la pareja anunció a través de sus redes sociales que esperaban su primer hijo. Su hija, Lia, nació el 8 de enero de 2019, siendo un mes prematura, en Barcelona. El segundo hijo, Neo, nació el 19 de mayo de 2020, también en Barcelona.

## Filmografía

### Televisión
| Año         | Serie                            | Personaje                  | Notas                               |
| ----------- | -------------------------------- | -------------------------- | ----------------------------------- |
| 1997        | Estació d'enllaç                 | Excursionista              | Episodio: «Edats perilloses»        |
| 1997        | Tocao del ala                    | Alex                       | 3 episodios                         |
| 2007 - 2009 | El cor de la ciutat              | Iago                       | 665 episodios                       |
| 2008 - 2009 | El comisario                     | Pau Montaner               | 9 episodios                         |
| 2009        | Els Abans de Déu                 | Álex                       | 13 episodios                        |
| 2009 - 2011 | Física o Química                 | Vicente Vaquero Castiñeira | 41 episodios                        |
| 2012        | Gernika bajo las bombas          | Ángel                      | 2 episodios                         |
| 2013        | Amar es para siempre             | Mauro Jiménez de Baños     | 162 episodios                       |
| 2014        | L'últim ball de Carmen Amaya     | Agüero                     | Película de televisión              |
| 2016        | El Caso: Crónica de sucesos      | Gerardo Zabaleta           | 13 episodios                        |
| 2017        | Tiempos de guerra                | Alejandro Prada            | 4 episodios                         |
| 2019        | Por amar sin ley                 | Adrián Carvallo            | 91 episodios                        |
| 2019 - 2020 | Les de l'hoquei                  | Germán Ruestes Hernández   | 26 episodios                        |
| 2020        | Madres. Amor y vida              | Alberto                    | 6 episodios                         |
| 2021        | Física o químicaː el reencuentro | Vicente Vaquero Castiñeira | Episodio: «Sí, puedes volver atrás» |
| 2022        | Último primer día                | Joaquín Vergara            | 8 episodios                         |
| 2022        | Fanático                         | Nicolás                    | Episodio: «Quimera»                 |
| 2023        | Frágiles                         | Julián                     | Episodio: «Destinos cruzados»       |

#### Programas de televisión
- Vitamina, presentador para TV3 (1994).
- Bake Off: Famosos al horno, concursante para RTVE (2024).
- Festival de la Canción de Eurovisión Junior 2024, presentador para RTVE y la UER (2024).

### Largometrajes
- Mil cretinos, como Príncipe Formós. Dir. Ventura Pons (2011)
- La voz dormida, como Paulino González "El chaqueta negra". Dir. Benito Zambrano (2011)
- La Estrella, como Salva. Dir. Alberto Aranda (2013)
- La luz con el tiempo dentro, como Juan Ramón Jiménez. Dir. Antonio Gonzalo (2015)
- El jugador de ajedrez, como Diego Padilla. Dir. Luis Oliveros (2017)

### Cortometrajes
- Comeparedes, reparto. Dir. Nuria de la Torre (2008)
- Canaletas, reparto. Dir. Lara Serodio (2009)
- Emprendedores 014, como Willy. Dir. Jesús Salvo (2014)
- Élite 1997, como Profesor Martín. Netflix (2019)

### Teatro
- Brilliant traces. Dir. Cindy Lou Johnson (2007)
- Romance. Dir. Neil Labute (2009)
- Amantes. Dir. Álvaro del Amo (2014)
- Tengo tantas personalidades que cuando digo te quiero no sé si es verdad. Dir. Jesús Cracio (2015)

## Premios y nominaciones
- Nominado a los Premios Goya a mejor actor revelación por La voz dormida (película) (2011).[7]
- Premio Fragancias Cosmopolitan a mejor Rostro Esencial Masculino del Cine por La voz dormida (2012).[26]